# Диего Фернандес (граф Гимарайнша)
Диего Фернандес (Дио́гу Ферна́ндеш; исп. Diego Fernandez, порт. Diogo Fernandes; умер между 926 и 928) — первый граф Гимарайнша (конец IX века — между 926 и 928), граф-соправитель Португалии (не позднее 924—между 926 и 928).

## Биография

### Происхождение
Возможно, Диего Фернандес был выходцем из знатной кастильской семьи Ансурес: его отцом был граф Фернандо Ансурес, братом — первый граф Луго Эро Фернандес, а одним из племянников — граф Кастилии Фернандо Ансурес.

### Граф Гимарайнша
Согласно преданиям, Диего Фернандес прибыл в графство Португалия в конце IX века из Кастилии. На основании «Хроники Сампиро» предполагается, что, вероятно, он сопровождал инфанта Бермудо Ордоньеса, сосланного в Коимбру после неудачного мятежа против своего брата, короля Астурии Альфонсо III Великого. В Португалии Диогу вступил в брак со знатной аристократкой Онекой, которую большинство историков считают Онекой Лусидес, дочерью графа Португалии Лусидио Вимаранеса. Вероятно, в качестве приданого Диего Фернандес получил от тестя селение Гимарайнш и титул графа.
О правлении графа Диего Фернандеса известно очень мало. Первая сохранившаяся до наших дней хартия, подписанная им, датирована 909 годом. Предполагается, что он помогал своей жене Онеке Лусидес в управлении графством Португалия, которое та получила в 910-х или в начале 920-х годов. В таком качестве он упоминается в документе от 924 года. В 926 году Диего засвидетельствовал хартию короля Леона Рамиро II. Это последний из документов, подписанный графом Гимарайнша: в хартии Онеки Лусидес от декабря 928 года Диего назван уже скончавшимся.
После смерти мужа Онека Лусидес была вынуждена отказаться от Португальского графства, передав власть над ним своей старшей дочери Мумадоне Диаш и её мужу Мендо I Гонсалесу. Вероятно, одновременно Мумадона получила и графство Гимарайнш.

### Семья
Граф Диего Фернандес был женат на графине Португалии Онеке Лусидес (умерла в 959), её родителями были Лусидио Вимаранес и Гудилона Мендес. Детьми от этого брака были:
- Мумадона Диаш (умерла около 968) — графиня Португалии (между 926 и 928—950); жена (с 926) графа Дезы и Португалии Мендо I Гонсалеса (умер в 928)
- Химено Диас (умер ранее 961) — граф Гимарайнша (950?—ранее 961)
- Леодегунда Диас (умерла ранее 960) — жена Родриго Тетониса
- Муния (умерла около 973) — жена Алвито Лусидеса[порт.], сына графа Португалии Лусидио Вимаранеса